# Le Fulgur gris
Le Fulgur gris (titre original : Gray Lensman) est un roman de science-fiction de l'écrivain américain Edward Elmer Smith paru en 1939. Ce roman est le troisième volume du Cycle du Fulgur dans l'ordre des publications, mais le quatrième volet du cycle dans l'ordre de la narration.

## Édition française
- E. E. « Doc » Smith, Le Fulgur gris, traduit de l'américain par Richard Chomet, Albin Michel, coll. « Super-Fiction », n°12, 1976  (ISBN 2-226-00250-2).